# Alert Records (US-amerikanisches Label)
Alert Records war ein US-amerikanisches Blues-, Gospel- und Jazz-Label, das in der zweiten Hälfte der 1940er-Jahre bestand.

## Geschichte
Das Label Alert Records wurde 1946 von Solly Abrams gegründet und hatte seinen Geschäftssitz in 1303 Fulton Street im New Yorker Stadtteil Brooklyn. In der 200er-Serie veröffentlichte man Jazz- und Urban-Blues-Titel, insbesondere Jump Blues, u. a. Aufnahmen von Dud und Paul Bascomb sowie von Avery Parrish (After Hours), Bill Johnson, Betty Mays und von Willie Jordan and His Swinging Five. In der 400er-Serie erschienen zumeist Blues-Schellackplatten des Sängers Brownie McGhee (wie Sportin’ Life Blues, 1948), ferner Titel von Champion Jack Dupree (Range in My Kitchen) und The Four Blades, in der 500er-Serie Novelty Songs und in der 600er-Serie Spirituals und Gospelmusik.  1948 startete das Label ein Sublabel für Kinder-Schallplatten namens Kiddie Time, das 1949 an Jubilee Records verkauft wurde. 1950 stellte das Label seine Geschäftsaktivitäten ein.